# Poza Rica de Hidalgo (kommun)
Poza Rica de Hidalgo är en kommun i Mexiko.   Den ligger i delstaten Veracruz, i den sydöstra delen av landet, 220 km nordost om huvudstaden Mexico City.
Följande samhällen finns i Poza Rica de Hidalgo:
- Poza Rica de Hidalgo
- Arroyo del Maíz Uno
- Villa de las Flores
- El Mollejon
- Colonia Fraternidad Antorchista
- Colonia la Primavera
- Tres Flechas